# 特伦特
特伦特是德国梅克伦堡-前波美拉尼亚州的一个市镇。总面积35.40平方公里，总人口740人，其中男性387人，女性353人（2011年12月31日），人口密度21人/平方公里。